# Illa Resolution
L'illa Resolution és una de les illes de l'Arxipèlag Àrtic Canadenc, a la regió de Qikiqtaaluk, al territori autònom de Nunavut del Canadà.

## Geografia

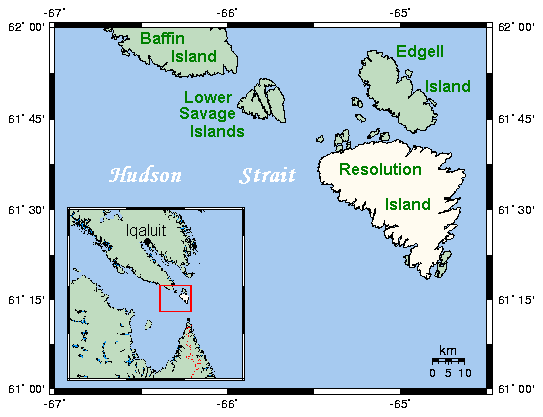
Illa Resolution

Amb una superfície de 1.015 km² està situada a l'extrem oriental de l'illa de Baffin, a continuació de la península de Meta Ingognita, de la qual la separen les aigües de l'Estret Gabriel, sent la 49a illa més gran del Canadà. Està emplaçada en una de les cruïlles marines de la navegació àrtica, ja que dona accés a l'estret de Hudson, a l'oest, tradicionalment delimitat en la seva part oriental pel Cap Chidley, a l'Illa Killiniq, i la mateixa Illa Resolution. També permet seguir navegant per l'estret de Davis, al nord, un cop superada la badia de Frobisher. L'envolten, a la part nord-occidental, un munt de petites illes que la separen de la propera Illa Edgell, situada a menys de 4 km. Entre ella i la punta de península de Meta Ingognita, a l'Estret Gabriel, hi ha també les illes Lower Savage.

## Història
Va ser descoberta per l'explorador anglès Martin Frobisher, que va desembarcar a l'illa el 28 de juliol de 1576, en un viatge per descobrir el llegendari Pas del Nord-oest.

## Base militar i contaminació
L'illa va acollir una base militar nord-americana, com a part de la Distant Early Warning Line entre 1954 i 1973, quan fou lliurada al govern canadenc.
En unes investigacions realitzades entre 1987 i 1990 es va descobrir la contaminació del lloc, originada en gran part per vessaments dels equips de radar, que utilitzen bifenils policlorats (PCB) com aïllants. Altres elements contaminants inclouen fluids de transformadors, hidrocarburs, amiant i metalls pesants en els edificis i afecten tot el lloc. L'Illa Resolution ha estat identificada amb el més alt nivell de contaminació per PCB de totes les antigues bases militars que depenen del Ministeri d'Assumptes Indígenes i del Nord del Canadà («Indian and Northern Affairs Canada», INAC).
El 1993 i 1994 es va realitzar una avaluació ambiental de la zona. De resultes d'això, es van col·locar barreres temporals en les vies de drenatge per aturar la migració dels PCBs a l'aigua. A més es van realitzar noves investigacions i, el 1997, la INAC va iniciar uns treballs de restauració en col·laboració amb la Qikiqtaaluk Corporation (CC), Medi Ambient del Canadà, QC i la Universitat de Queen. En aquest moment es van adoptar mesures per assegurar-se que els contaminants no suposen un risc per als éssers humans i la vida silvestre.